# Фатмір Лімай
Фатмір Лімай (алб. Fatmir Limaj; нар. 4 лютого 1971, Баня, біля Сува-Реки) — косовський військовий і політичний діяч.
Він був одним із засновників Демократичної партії Косова, де вважався правою рукою Хашима Тачі. З 2014 року він є одним з лідерів (разом з Якупом Краснічі) політичної партії «Ініціатива для Косова».

## Біографія
Лімай вивчав юриспруденцію на початку 90-х. У 1998 році він приєднався до Армії звільнення Косова і брав участь у Косівській війні, командував сектором Лапушнік. Його псевдонімом був Çeliku (Сталь).
У 2003 році він був звинувачений Міжнародним трибуналом по колишній Югославії поряд з Ісаком Мусліу і Харадіном Бала у скоєні військових злочинів як проти сербів, так і проти албанців, які співпрацювали з сербами під час війни у Косово.
Він був арештований у Словенії 18 січня 2003, ставши першим членом АВК, звинуваченим за факти війни у Косово. Звинувачення складалися з п'яти пунктів у злочинах проти людяності (тортури, вбивства, нелюдські акти) і п'яти за військові злочини (жорстоке поводження, тортури, вбивство). Згідно з обвинувальним висновком ці злочини були скоєні у таборі Лапушнік.
У листопаді 2005 року він був виправданий за всіма пунктами звинувачення за відсутністю доказів поряд з Ісаком Мусліу і зустрінутий у Косово як герой, у той час як Харадін Бала був засуджений до 13 років позбавлення волі.
Член Асамблеї Косова. З січня 2008 по жовтень 2010 року він був міністром транспорту і зв'язку в уряді Хашима Тачі.